# رومانو توملرو
رومانو توملرو (ایتالیایی: Romano Tumellero؛ زادهٔ ۲ فوریهٔ ۱۹۴۸ ‏(۷۷ سال)) دوچرخه‌سوار اهل ایتالیا است.